# Francisco Miguel Moura
Francisco Miguel Moura, também conhecido como Chico Miguel, (Picos, 16 de junho de 1933) é um escritor e crítico literário brasileiro. É também um dos fundadores do Círculo Literário Piauiense e da Revista Cirandinha, além de membro da Academia Piauiense de Letras.

## Vida
Nascido no sertão do Piauí, é filho do mestre-escola Miguel Guarani, com quem fez seus estudos primários. Fez o ginasial e contabilidade, em Picos, onde se casou e morou por cerca de oito anos.
Formado em Letras pela Universidade Federal do Piauí e pós-graduado na Universidade Federal da Bahia, onde morou por alguns anos.  Funcionário aposentado do Banco do Brasil. Radialista, professor de língua e literatura, atividades que não mais exerce: dedica-se exclusivamente a ler e escrever.

## Contribuições
Colabora nos jornais de seu estado, nas revistas Literatura, de Brasília (hoje editada em Fortaleza), Poesia para todos, do Rio de Janeiro; Presença, de Teresina; é também colaborador permanente dos jornais Correio do Sul, Varginha; Diário dos Açores, dos Açores e O Primeiro de Janeiro (Suplemento Cultural Das artes das Letras), de Porto, ambos em Portugal.
É sócio efetivo da União Brasileira dos Escritores, Academia Piauiense de Letras, e membro-correspondente da Academia Mineira de Letras e da Academia Catarinense de Letras. Por diversos mandatos participou ativamente do Conselho Estadual de Cultura.
A obra de Francisco Miguel Moura recebeu manifestação da crítica, vinda de escritores de todo o país, inclusive críticos literários como Fábio Lucas, Nelly Novaes Coelho, Olga Savary e Rejane Machado, cujo material está sendo reunido em dois volumes: Um Canto de Amor à Terra e ao Homem e Fortuna Crítica.

## Obras

### Poesias
- Areias, 1966;

- Pedra em Sobressalto, 1974;
- Universo das Águas, 1979
- Bar Carnaúba, 1983;
- Quinteto em Mi(m), 1886
- Sonetos da Paixão, 1988
- Poemas Ou/tonais, 1991[6]

### Ensaios
- Linguagem e Comunicação em O. G. Rego de Carvalho, 1972
- A Poesia Social de Castro Alves, 1979[6]

### Romances
- Os Estigmas, 1984
- Laços do Poder, 1991
- Ternura, 1993[6]

### Contos
- Eu e o Meu Amigo Charles Brown, 1986
- E a Vida se Fez Crônica, 1996.
- Piauí, Terra, História e Literatura (org.), 1980[6]

## Prêmios
- 1980 - Prêmio Fontes Ibiapina, conferido pela Fundação Cultural do Piauí ao romance “Laços de Poder” [1]
- 2003 - Prêmio Fontes Ibiapina, conferido pela Fundação Cultural do Piauí ao romance D. Xicote [1]